# 空警-500
空警-500也称为高新10号，是中華人民共和國陕西飞机工业集团公司研制的全天候、多传感器中型预警与指挥控制飞机，主要承担空中警戒及指挥控制任务。

## 概述
空警-500是中国人民解放军空军装备的第三代预警机，是世界上首型采用数位阵列雷达技术的预警机。空警-500的机载预警雷达由中国电子科技集团公司第三十八研究所研制，其重量、雷达天线口径小于同时代大型预警雷达，但情报处理能力、抗干扰能力有大幅提升，達到北約預警機的水平。2015年9月3日，空警-500在纪念中国人民抗日战争暨世界反法西斯战争胜利70周年阅兵式作为空中编队预警机梯队首机首次公开。
空警-500预警機基于运-8三类平台/运-9研制，该机由4台WJ-6C涡桨发动机作为动力。与解放军装备的第二代中型预警机空警-200相比，空警-500在氣動和配備的動力裝置方面都有重大改善，作戰半徑和滯空時間提高，與作戰部隊協調作戰的時間更長；与解放军空军第二代大型预警机空警-2000相比，其噸位较小，起飛距離短，對機場規格的要求低，具有更為適應局部衝突和小型戰爭的特點，可部署到更多地區，且平臺不受出口限制。
空警-500的雷達罩頂部突起内裝有衛星通信天線，较空警-200的指揮控制通信協調能力有顯著的增強，可以与更高层次的指挥制系统相连接，在更大范围指挥和引导战斗。
截止2017年6月，空军装备4架，海军航空兵装备2架，陕飞4架待验收。
2018年2月6日，美国《防务新闻》网站报道：“拍摄于2017年12月的卫星照片显示，中国陕西省汉中市陕飞公司的机场上，停放着8架空警-500预警机。这些飞机据信是正在进行交付前的检验工作。”,“这也显示，中国海军和空军终于选定了空警-500作为其通用的空中预警和指挥控制平台。”
2018年4月，媒体报道了可空中受油型空警-500出现，推测未来通过运-20改型加油机的加油，空警-500将可获得“800公里或更高的额外航程”。
2019年1月，媒体报道：根据飞机制厂家陕飞和雷达制造厂家中国电科38所的年产量推断，“截止到2017年末，空警-500的总生产数量大概为16架左右，2018年度应该有8架空警-500交付。”
2019年9月，中国媒体报道：“年初至今，中国空军已经接手了7架空警-500预警机，如果再加上即将接手的这5架，总数达到了12架，这样的产能放眼全球也是名列前茅。”
2022年3月，美國太平洋空軍司令Kenneth S. Wilsbach上將首先透露美軍F-35戰機曾在東海接触過中國人民解放軍的殲-20隱身戰機，同時指出空警-500幫助殲-20發射超長程空对空导弹，他對打斷此殺傷鏈的能力很感興趣。中國國防部回應，解放軍空軍主戰裝備還有不少發展的空間。
2022年珠海航展，可空中受油型〈空警500A〉正式展出。

## 使用国
- 中国
  - 中國人民解放軍空軍
  - 中國人民解放軍海軍

## 规格
- 巡航速度：550km/h
- 最大航程：5700公里
- 最高巡航時間：12小時
- 最大起飛重量：77公噸
- 探測距離：470公里[15][16]

## 外部連結
- 空警500低價巨量 （页面存档备份，存于）